# Кожечник
Кожечник (пол. Korzecznik) — село в Польщі, у гміні Клодава Кольського повіту Великопольського воєводства.
Населення — 200 осіб (2011).
У 1975-1998 роках село належало до Конінського воєводства.

## Демографія
Демографічна структура станом на 31 березня 2011 року:
|          | Загалом | Допрацездатний вік | Працездатний вік | Постпрацездатний вік |
| -------- | ------- | ------------------ | ---------------- | -------------------- |
| Чоловіки | 100     | 21                 | 71               | 8                    |
| Жінки    | 100     | 20                 | 59               | 21                   |
| Разом    | 200     | 41                 | 130              | 29                   |